# Blame It on Ginger
Blame It on Ginger è un film pornografico statunitense del 1986 diretto da Henri Pachard con protagonisti Ginger Lynn e Jamie Gillis.
Il film, anche se le influenze non sono esplicitamente dichiarate, è il remake in chiave pornografica del film Quel giorno a Rio (Blame It on Rio) di Stanley Donen del 1984.

## Trama
Due padri si prendono una vacanza insieme alle loro due giovani figlie per sfuggire alla pressione sessuale delle mogli. Le figlie Ginger e Laurel esplorano i propri desideri sessuali con uomini più anziani e la prima inizia seducendo Warren, il padre di Laurel.

## Distribuzione
- Vivid Entertainment (1986) (USA) (VHS)

## Riconoscimenti
- 1987 - Best Couples Sex Scene (video) per Blame It on Ginger con Krista Lane e Joey Silvera[1]
- 1987 - Best Total Sexual Content - Video[2]
- 1987 - Best Video[3]